# Niklasdorf
Niklasdorf osztrák mezőváros Stájerország Leobeni járásában. 2017 januárjában 2541 lakosa volt.    

## Elhelyezkedése

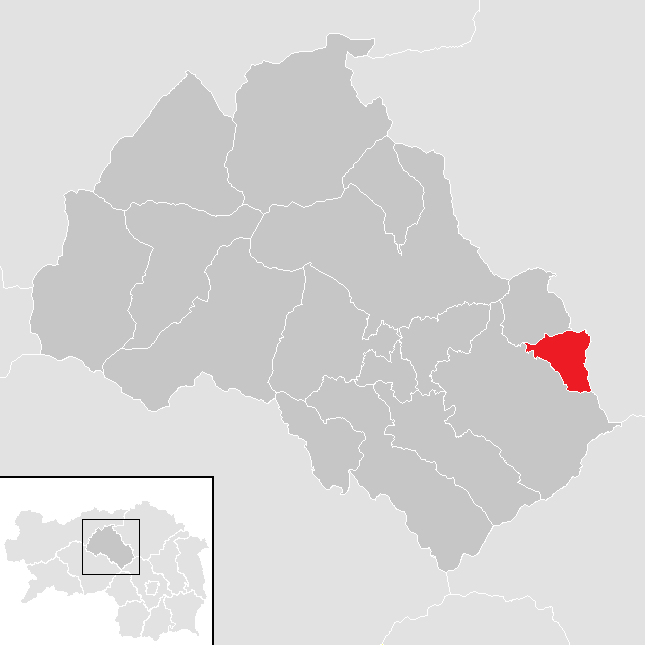
Niklasdorf a Leobeni járásban

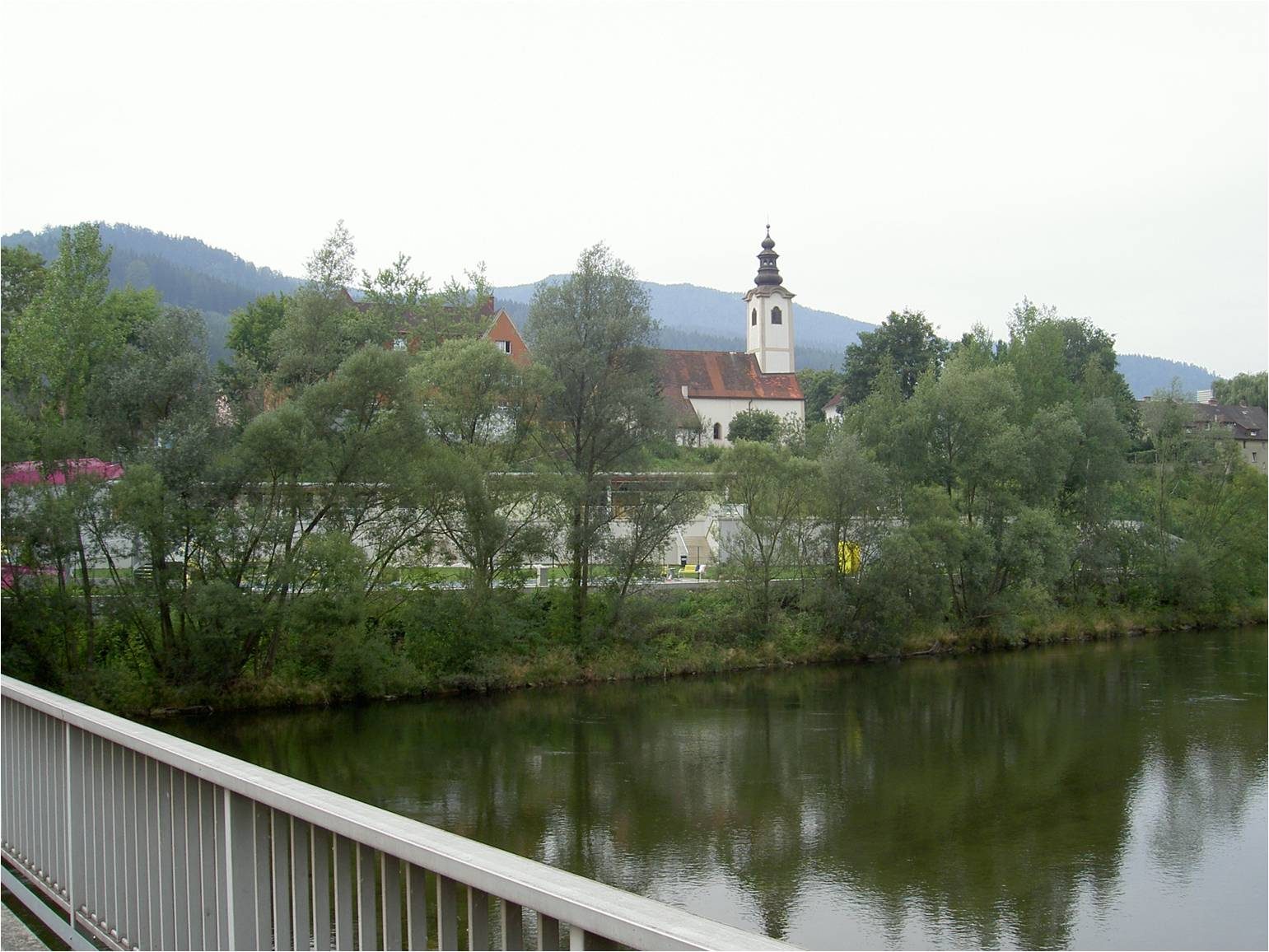
A régi plébániatemplom

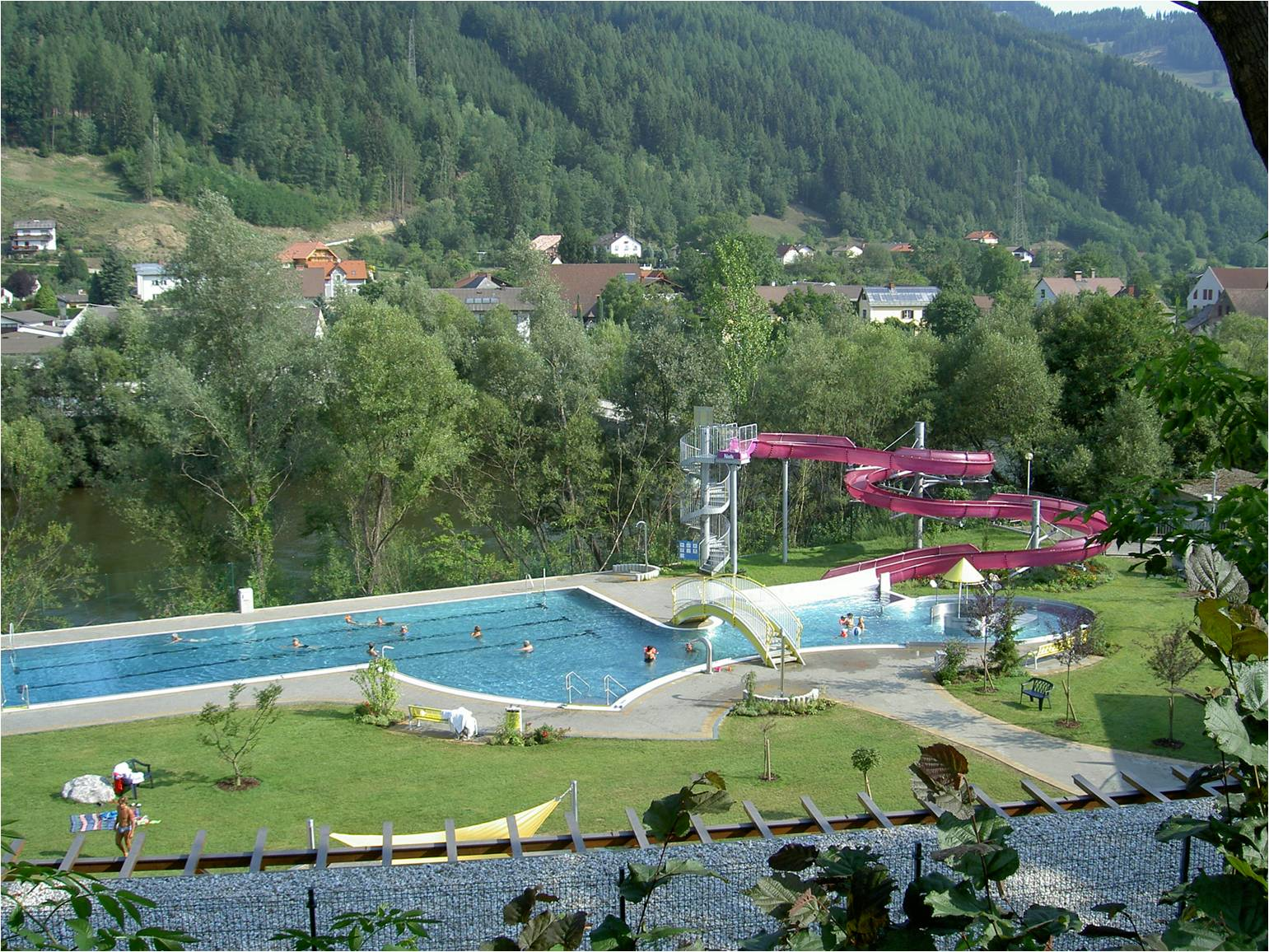
Niklasdorfi strand

Niklasdorf Felső-Stájerországban fekszik, a Mura mentén Leoben és Bruck an der Mur között, a folyó jobb partján. A település mellett halad el a Semmering-hágón átkelő S6-os autóút (Semmering Schnellstraße). Az önkormányzat területének több mint fele erdő, egyötöde szántóföld és kb. 50 hektár legelő. Az önkormányzat területe 3 katasztrális községre oszlik: Foirach (273,99 ha), Niklasdorf (344,42 ha), Niklasdorfgraben (894,10 ha).
A környező önkormányzatok: délnyugatra Leoben, nyugatra Proleb, keletre Bruck an der Mur.

## Története
A környező barlangokban (pl. Drachenhöhle) az ős- és középső kőkorból (100-4 ezer évvel ezelőtt) származó csonteszközöket és egy mamutzápfogat találtak. Az újkőkorban megkezdődött a földművelő népesség megtelepedése; a szomszédos Leobenhez tartozó Mühltalban és Nennersdorfban számos, ebbe a korba tartozó kőbaltát ástak ki a régészek. A környék a bronzkorban is lakott volt, a közeli Donawitzból egy griffes kard, Niklasdorfban pedig két, ruhadarabokat összefogó bronztű került elő.
A Római Birodalom bukása után Stájerországban szlávok telepedtek meg, akik az avarok ellen a bajor herceg védelmét kérték és ezáltal bajor fennhatóság alá kerültek. A környéken ma is sok a szláv eredetű helynév. 788 után a térség a Frank Birodalom uralma alá került. Ebből az időszakból Niklasdorfban és a szomszédos Prolebben is tártak fel temetőket.
A település első említése (ecclesia Sancti Nicholai de Michlindorfr) 1148-ből származik, egy Reimsben III. Jenő pápa által kiadott oklevélben, amelyben megerősíti a gössi apátság birtokait. Az ekkor még Micheldorfnak nevezett falu neve csak az 1780-as években változott meg Niklasdorfra, templomának védőszentje után.
1480-ban a törökök kifosztották a falut és felgyújtották a templomot. Utóbbit a Mátyás magyar királlyal folytatott háború és a nép szegénysége miatt csak 1499-re építették újjá. A falu 1752-ig Bruck egyházközségéhez tartozott, ezután egyházilag önállóvá vált.

## Lakosság
A niklasdorfi önkormányzat területén 2017 januárjában 2541 fő élt. A lakosságszám 1971 óta (akkor 3365 fő) csökkenő tendenciát mutat, bár 2011 óta stabilizálódni látszik. 2015-ben a helybeliek 91,1%-a volt osztrák állampolgár; a külföldiek közül 1,2% a régi (2004 előtti), 4,2% az új EU-tagállamokból érkezett. 3,2% a volt Jugoszlávia (Szlovénia és Horvátország nélkül) vagy Törökország, 0,4% egyéb országok polgára. 2001-ben a lakosok 77,1%-a római katolikusnak, 5,8% evangélikusnak, 1,9% mohamedánnak, 13,8% pedig felekezet nélkülinek vallotta magát. Ugyanekkor két magyar élt Niklasdorfban.

## Látnivalók
- a régi, 1148 előtt alapított Szt. Miklós-plébániatemplom 1971 óta használaton kívül van.
- a városháza műemlék épülete

## Fordítás
- Ez a szócikk részben vagy egészben  a   Niklasdorf című német Wikipédia-szócikk ezen változatának fordításán alapul.  Az eredeti cikk szerkesztőit annak laptörténete sorolja fel. Ez a jelzés csupán a megfogalmazás eredetét és a szerzői jogokat jelzi, nem szolgál a cikkben szereplő információk forrásmegjelöléseként.